# Vänersborgs roddklubb

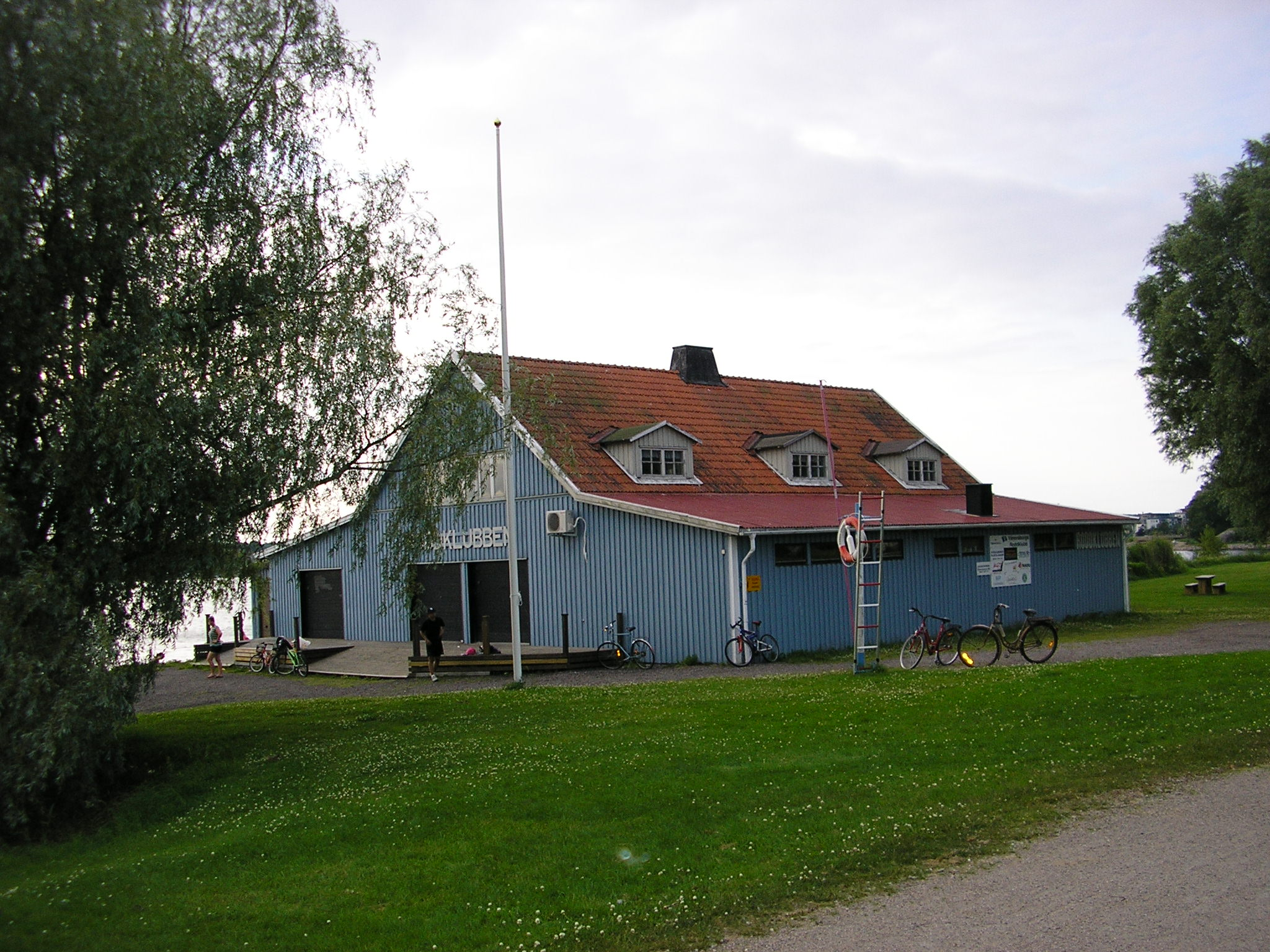
Vänersborgs roddklubb, 2011.

Vänersborgs roddklubb, är en roddklubb i Vänersborg. Klubben grundades 1914. Klubbhuset ligger vid Vassbotten.
Klubbens årblad är mörkt blå med ett vitt horisontellt streck.
Tillsammans med Uddevalla roddklubb, Lilla Edets roddklubb och Trollhättans roddsällskap bildar klubben Regatta84, som arrangerar roddtävlingar i olympisk rodd på Ryrsjön samt inomhusroddtävlingar.
Vänsterpartiets före detta partiledare Jonas Sjöstedt har varit roddare för klubben.